# Municipis de la Baixa Califòrnia

Mapa dels municipis de Baixa Califòrnia

Llista de municipis de la Baixa Califòrnia. L'estat mexicà de Baixa Califòrnia, malgrat els seus gairebé 70.000 km², es divideix només en cinc municipis, destacant la superfície del d'Ensenada (51.952 km²), que el converteix en el més gran de tot Mèxic:
| Codi | Topònim            | Superfície (km²) | Seu municipal |
| ---- | ------------------ | ---------------- | ------------- |
| 001  | Ensenada           | 51.952           | Ensenada      |
| 002  | Mexicali           | 13.700           | Mexicali      |
| 003  | Tecate             | 3.079            | Tecate        |
| 004  | Tijuana            | 879              | Tijuana       |
| 005  | Playas de Rosarito | 513              | Rosarito      |